# Samuel Greiff
Samuel Greiff (* 20. September 1979 in Frankfurt am Main) ist ein deutscher Pädagogischer Psychologe und Bildungsforscher mit dem besonderen Fokus auf internationale Bildungsvergleichsstudien.
Greiff ist seit 2024 als Vorstandsvorsitzender des Zentrums für internationale Bildungsvergleichsstudien (ZIB) an der TU München der deutsche Leiter im National Center PISA und National Project Manager PISA. Er verantwortet damit den deutschen PISA-Anteil. Er hat den Stiftungslehrstuhl für „Educational Monitoring & Effectiveness“ an der School of Social Sciences & Technology der TU München inne.

## Akademische Biographie
Greiff schloss sein Diplomstudium der Psychologie nach Studien an der Ruprecht-Karls-Universität Heidelberg, der Philipps-Universität Marburg und der Universität Bergen (Norwegen) 2006 ab. Er war Doktorand im Schwerpunktprogramm „Kompetenzmodelle“ der DFG und promovierte 2010 an der Ruprecht-Karls-Universität Heidelberg mit der Dissertation: „Individualdiagnostik der komplexen Problemlösefähigkeit“, woraufhin er dort als Wissenschaftlicher Mitarbeiter und als Akademischer Rat für Psychologische Diagnostik und Methodik lehrte. Von 2012 bis 2024 forschte und lehrte er an der Universität Luxemburg und war dort ab 2015 zunächst Associate Professor of Educational Assessment & Psychology und ab 2018 Full Professor mit derselben Ausrichtung. Er war darüber hinaus Gastprofessor bzw. Affiliierter Professor an der Universität Oslo (Norwegen), der Universität Szeged (Ungarn), der Universität Bergen (Norwegen) und der Universität Bukarest (Rumänien). Im Sommersemester 2024 wurde er Professor für „Pädagogische Psychologie und Künstliche Intelligenz“ an der Fakultät für Psychologie und Sport, Goethe-Universität Frankfurt. Zum Wintersemester 2024 wechselte er an die TU München und übernahm dort die Leitung des Lehrstuhls für „Educational Monitoring & Effectiveness“.

## Forschungsschwerpunkte
In seiner wissenschaftlichen verfolgt Greiff insbesondere die folgenden Forschungsschwerpunkte:
- Nationale und internationale Bildungsvergleichsstudien („Large-Scale Assessments“) wie PISA, NEPS, PIAAC
- Pädagogische Psychologie und Fragen des Lehrens und Lernens (z. B. Bildungsherausforderungen im 21. Jahrhundert; digitale Bildung)
- Kognitions- und Persönlichkeitspsychologie (z. B. Metakognition, Selbstkonzept, Motivation)
- Rahmenkonzepte und Methoden (z. B. Integration Künstlicher Intelligenz in Bildungsprozesse)

## Mitgliedschaften und Funktionen
Greiff ist Mitglied der Ständigen Wissenschaftlichen Kommission der Kultusministerkonferenz. Weiter ist er beratendes Mitglied der Steuerungsgruppe „Leistungsbewertung des deutschen Bildungssystems“ sowie stellvertretender Sprecher der Fachgruppe Pädagogische Psychologie der Deutschen Gesellschaft für Psychologie (DGPs).

## Herausgeberschaften
Er gibt die Zeitschrift Learning and individual Differences heraus. und ist assoziierter Herausgeber des Journal of Educational Psychology.

## Publikationen
- Dragos Iliescu, Samuel Greiff: Adopt universal standards for study adaptation to boost health, education and social-science research. In: Nature. Band 628, Nr. 8006, 4. April 2024, ISSN 0028-0836, S. 36, doi:10.1038/d41586-024-00970-4.
- Lixiang Yan, Samuel Greiff, Ziwen Teuber, Dragan Gašević: Promises and challenges of generative artificial intelligence for human learning. In: Nature Human Behaviour. Band 8, Nr. 10, 22. Oktober 2024, ISSN 2397-3374, S. 1839–1850, doi:10.1038/s41562-024-02004-5.
- Kristin Børte, Sølvi Lillejord, Jessica Chan, Barbara Wasson, Samuel Greiff: Prerequisites for teachers’ technology use in formative assessment practices: A systematic review. In: Educational Research Review. Band 41, November 2023, doi:10.1016/j.edurev.2023.100568.
- Andreas Demetriou, George Spanoudis, Constantinos Christou, Samuel Greiff, Nikolaos Makris, Mari-Pauliina Vainikainen, Hudson Golino, Eleftheria Gonida: Cognitive and personality predictors of school performance from preschool to secondary school: An overarching model. In: Psychological Review. Band 130, Nr. 2, März 2023, ISSN 1939-1471, S. 480–512, doi:10.1037/rev0000399.
- Alemayehu D. Taye, Liyousew G. Borga, Samuel Greiff, Claus Vögele, Conchita D’Ambrosio: A machine learning approach to predict self-protecting behaviors during the early wave of the COVID-19 pandemic. In: Scientific Reports. Band 13, Nr. 1, 14. April 2023, ISSN 2045-2322, doi:10.1038/s41598-023-33033-1, PMID 37059871, PMC 10103659 (freier Volltext).
- Elouise Botes, Jean-Marc Dewaele, Samuel Greiff: Taking stock: A meta-analysis of the effects of foreign language enjoyment. In: Studies in Second Language Learning and Teaching. Band 12, Nr. 2, 21. Juni 2022, ISSN 2084-1965, S. 205–232, doi:10.14746/ssllt.2022.12.2.3.
- Marjolein Fokkema, Dragos Iliescu, Samuel Greiff, Matthias Ziegler: Machine Learning and Prediction in Psychological Assessment: Some Promises and Pitfalls. In: European Journal of Psychological Assessment. Band 38, Nr. 3, Mai 2022, ISSN 1015-5759, S. 165–175, doi:10.1027/1015-5759/a000714.
- Samuel Greiff, Francesca Borgonovi: Teaching of 21st century skills needs to be informed by psychological research. In: Nature Reviews Psychology. Band 1, Nr. 6, 9. Mai 2022, ISSN 2731-0574, S. 314–315, doi:10.1038/s44159-022-00064-w.
- Artur Pokropek, Gary N. Marks, Francesca Borgonovi, Piotr Koc, Samuel Greiff: General or specific abilities? Evidence from 33 countries participating in the PISA assessments. In: Intelligence. Band 92, Mai 2022, S. 101653, doi:10.1016/j.intell.2022.101653.
- Beate Eichmann, Frank Goldhammer, Samuel Greiff, Liene Brandhuber, Johannes Naumann: Using process data to explain group differences in complex problem solving. In: Journal of Educational Psychology. Band 112, Nr. 8, November 2020, ISSN 1939-2176, S. 1546–1562, doi:10.1037/edu0000446.
- Stephen M. Fiore, Arthur Graesser, Samuel Greiff: Collaborative problem-solving education for the twenty-first-century workforce. In: Nature Human Behaviour. Band 2, Nr. 6, 4. Juni 2018, ISSN 2397-3374, S. 367–369, doi:10.1038/s41562-018-0363-y.
- Valerie J. Shute, Lubin Wang, Samuel Greiff, Weinan Zhao, Gregory Moore: Measuring problem solving skills via stealth assessment in an engaging video game. In: Computers in Human Behavior. Band 63, Oktober 2016, S. 106–117, doi:10.1016/j.chb.2016.05.047.
- Samuel Greiff, Sascha Wüstenberg, Francesco Avvisati: Computer-generated log-file analyses as a window into students' minds? A showcase study based on the PISA 2012 assessment of problem solving. In: Computers & Education. Band 91, Dezember 2015, S. 92–105, doi:10.1016/j.compedu.2015.10.018.
- Samuel Greiff, Sascha Wüstenberg, Benő Csapó, Andreas Demetriou, Jarkko Hautamäki, Arthur C. Graesser, Romain Martin: Domain-general problem solving skills and education in the 21st century. In: Educational Research Review. Band 13, Dezember 2014, S. 74–83, doi:10.1016/j.edurev.2014.10.002.